# Адміністративний поділ Баден-Вюртембергу
Баден-Вюртемберг (нім. Baden-Württemberg) — земля Німеччини. Столиця — Штутгарт.

Карта Баден-Вюртемберг

Територія Баден-Вюртембергу поділена на :
- 4 округи (Regierungsbezirke);
- 12 регіонів ;
- 35 райони (Landkreise) і 9  вільних міст (Stadtkreise);
- 1101 муніципалітет.

Округи  та  вільні міста розподілені між чотирма округами: Карлсруе, Тюбінген, Фрайбург та Штутгарт. Кожен район поділений на муніципалітети. Розрізняють  міські муніципалітети (міста) (Städt) та громади (Gemeinden) — об’єднання декількох населених пунктів із спільним органом управління. Деякі муніципалітети об’єднані в управлінські громади.

## Адміністративні одиниці
| Район                                                  | Центр                                             | Герб                                    | Карта                                                 | Автомобільний номер | Населення (чол.) | Площа (км²) | Густота (чол/км²) | Регіон                   | Округ    | Поділ                                         |
| ------------------------------------------------------ | ------------------------------------------------- | --------------------------------------- | ----------------------------------------------------- | ------------------- | ---------------- | ----------- | ----------------- | ------------------------ | -------- | --------------------------------------------- |
| Альб-Дунай (Alb-Donau-Kreis)                           | Ульм (Ulm)                                        | Герб району Альб-Дунай                  | Карта розташування району Альб-Дунай                  | UL                  | 189.089          | 1.409,8     | 134               | Donau-Iller              | Тюбінген | 8 міст, 47 громад                             |
| Біберах (Biberach)                                     | Біберах-на-Рісі (Biberach an der Riß)             | Герб району Біберах                     | Карта розташування району Біберах                     | BC                  | 72.819           | 228,8       | 318               | Donau-Iller              | Тюбінген | 6 міст, 39 громад                             |
| Бодензеє (Bodenseekreises)                             | Фрідріхсгафен (Friedrichshafen)                   | Герб району Бодензее                    | Карта розташування району Бодензее                    | FN                  | 206.759          | 664,8       | 311               | Bodensee-Oberschwaben    | Тюбінген | 5 міст, 18 громад                             |
| Брайсгау-Верхній Шварцвальд (Breisgau-Hochschwarzwald) | Фрайбург (Freiburg im Breisgau)                   | Герб району Брейсгау-Верхній Шварцвальд | Карта розташування району Брейсгау-Верхній Шварцвальд | FR                  | 250.183          | 1.378,3     | 182               | Südlicher Oberrhein      | Фрайбург | 10 міст, 40 громад                            |
| Беблінген (Böblingen)                                  | Беблінген (Böblingen)                             | Герб району Беблінген                   | Карта розташування району Беблінген                   | BB                  | 372.755          | 617,83      | 603               | Штутгарт (Stuttgart)     | Штутгарт | 9 міст, 17 громад                             |
| Вальдсгут (Waldshut)                                   | Вальдсгут-Тінген (Waldshut-Tiengen)               | Герб району Вальдсхут                   | Карта розташування району Вальдсхут                   | WT                  | 167.200          | 1.131,2     | 148               | Hochrhein-Bodensee       | Фрайбург | 7 міст, 25 громад                             |
| Геппінген (Göppingen)                                  | Геппінген (Göppingen)                             | Герб району Геппінген                   | Карта розташування району Геппінген                   | GP                  | 255.807          | 642,4       | 398               | Штутгарт (Stuttgart)     | Штутгарт | 9 міст, 29 громад                             |
| Еммендінген (Emmendingen)                              | Еммендінген (Emmendingen)                         | Герб району Еммендінген                 | Карта розташування району Еммендінген                 | EM                  | 157.629          | 679,9       | 232               | Südlicher Oberrhein      | Фрайбург | 6 міст, 18 громад                             |
| Енц (Enzkreis)                                         | Пфорцгайм (Pforzheim)                             | Герб району Енц                         | Карта розташування району Енц                         | PF                  | 195.457          | 573,7       | 341               | Nordschwarzwald          | Карлсруе | 5 міст, 23 громади                            |
| Есслінген (Esslingen)                                  | Есслінген-ам-Неккар (Esslingen am Neckar)         | Герб району Есслінген                   | Карта розташування району Есслінген                   | ES                  | 514.503          | 641,5       | 802               | Штутгарт (Stuttgart)     | Штутгарт | 13 міст, 31 громада                           |
| Зігмарінген (Sigmaringen)                              | Зігмарінген (Sigmaringen)                         | Герб району Зігмарінген                 | Карта розташування району Зігмарінген                 | SIG                 | 132.419          | 1.204,4     | 110               | Bodensee-Oberschwaben    | Тюбінген | 9 міст, 16 громад                             |
| Кальв (Calw)                                           | Кальв (Calw)                                      | Герб району Кальв                       | Карта розташування району Кальв                       | CW                  | 159.644          | 797,5       | 200               | Nordschwarzwald          | Карлсруе | 10 міст, 15 громад                            |
| Карлсруе (Karlsruhe)                                   | Карлсруе (Karlsruhe)                              | Герб району Карлсруе                    | Карта розташування району Карлсруе                    | KA                  | 431.519          | 1.085       | 398               | Mittlerer Oberrhein      | Карлсруе | 9 міст, 23 громад                             |
| Констанц (Konstanz)                                    | Констанц (Konstanz)                               | Герб району Констанц                    | Карта розташування району Констанц                    | KN та BÜS           | 275.120          | 818         | 336               | Hochrhein-Bodensee       | Фрайбург | 7 міст, 18 громад                             |
| Людвігсбург (Ludwigsburg)                              | Людвігсбург (Ludwigsburg)                         | Герб району Людвігсбург                 | Карта розташування району Людвігсбург                 | LB                  | 515.146          | 686,8       | 750               | Штутгарт (Stuttgart)     | Штутгарт | 18 міст, 21 громада                           |
| Леррах (Lörrach)                                       | Леррах (Lörrach)                                  | Герб району Леррах                      | Карта розташування району Леррах                      | LÖ                  | 222.528          | 806,8       | 276               | Hochrhein-Bodensee       | Фрайбург | 8 міст, 27 громад                             |
| Майн-Таубер (Main-Tauber-Kreis)                        | Таубербішофсгайм (Tauberbischofsheim)             | Герб району Майн-Таубер                 | Карта розташування району Майн-Таубер                 | TBB                 | 135.387          | 1.304,4     | 104               | Heilbronn-Franken        | Штутгарт | 11 міст, 7 громад                             |
| Неккар-Оденвальд (Neckar-Odenwald-Kreis)               | Мосбах (Mosbach)                                  | Герб району Неккар-Оденвальд            | Карта розташування району Неккар-Оденвальд            | MOS                 | 149.572          | 1.126,3     | 133               | Rhein-Neckar             | Карлсруе | 6 міст, 21 громада                            |
| Ортенау (Ortenaukreis)                                 | Оффенбург (Offenburg)                             | Герб району Ортенау                     | Карта розташування району Ортенау                     | OG                  | 417.754          | 1.850,7     | 226               | Südlicher Oberrhein      | Фрайбург | 5 головних районних міст, 11 міст, 35 громад  |
| Равенсбург (Ravensburg)                                | Равенсбург (Ravensburg)                           | Герб району Равенсбург                  | Карта розташування району Равенсбург                  | RV                  | 276.470          | 1.631,8     | 169               | Bodensee-Oberschwaben    | Тюбінген | 8 міст, 31 громада                            |
| Раштат (Rastatt)                                       | Раштат (Rastatt)                                  | Герб району Раштат                      | Карта розташування району Раштат                      | RA                  | 227.929          | 738,8       | 308               | Mittlerer Oberrhein      | Карлсруе | 6 міст, 17 громад                             |
| Рейн-Неккар (Rhein-Neckar-Kreis)                       | Гайдельберг (Heidelberg)                          | Герб району Рейн-Неккар                 | Карта розташування району Рейн-Неккар                 | HD                  | 534.989          | 1.061,7     | 504               | Rhein-Neckar             | Карлсруе | 17 міст, 37 громад                            |
| Ремс-Мур (Rems-Murr-Kreis)                             | Вайблінген (Waiblingen)                           | Герб району Ремс-Мур                    | Карта розташування району Ремс-Мур                    | WN                  | 417.131          | 858,1       | 486               | Штутгарт (Stuttgart)     | Штутгарт | 8 міст, 23 громади                            |
| Ройтлінген (Reutlingen)                                | Ройтлінген (Reutlingen)                           | Герб району Ройтлінген                  | Карта розташування району Ройтлінген                  | RT                  | 281.580          | 1.094       | 257               | Neckar-Alb               | Тюбінген | 7 міст, 19 громад, 1 немуніципальна територія |
| Ротвайль (Rottweil)                                    | Ротвайль (Rottweil)                               | Герб району Ротвайль                    | Карта розташування району Ротвайль                    | RW                  | 141.551          | 769,4       | 184               | Schwarzwald-Baar-Heuberg | Фрайбург | 6 міст, 15 громад                             |
| Східний Альб (Ostalbkreis)                             | Ален (Aalen)                                      | Герб району Східний Альб                | Карта розташування району Східний Альб                | AA                  | 314.624          | 1.511,6     | 208               | Ostwürttemberg           | Штутгарт | 9 міст, 33 громади                            |
| Тутлінген (Tuttlingen)                                 | Тутлінген (Tuttlingen)                            | Герб району Тутлінген                   | Карта розташування району Тутлінген                   | TUT                 | 135.306          | 734,4       | 184               | Schwarzwald-Baar-Heuberg | Фрайбург | 6 міст, 29 громад                             |
| Тюбінген (Tübingen)                                    | Тюбінген (Tübingen)                               | Герб району Тюбінген                    | Карта розташування району Тюбинген                    | TÜ                  | 217.482          | 519,2       | 419               | Neckar-Alb               | Тюбінген | 3 міста, 12 громад                            |
| Фройденштадт (Freudenstadt)                            | Фройденштадт (Freudenstadt)                       | Герб району Фройденштадт                | Карта розташування району Фройденштадт                | FDS                 | 121.865          | 870,7       | 140               | Nordschwarzwald          | Карлсруе | 4 міста, 12 громад                            |
| Гайденгайм (Heidenheim)                                | Гайденгайм-ан-дер-Бренц (Heidenheim an der Brenz) | Герб району Гайденхайм                  | Карта розташування району Гайденгайм                  | HDH                 | 133.449          | 627,1       | 213               | Ostwürttemberg           | Штутгарт | 4 міста, 7 громад                             |
| Гайльбронн (Heilbronn)                                 | Гайльбронн (Heilbronn)                            | Герб району Гайльбронн                  | Карта розташування району Гайльбронн                  | HN                  | 330.302          | 1.100       | 300               | Heilbronn-Franken        | Штутгарт | 17 міст, 29 громад                            |
| Гоенлое (Hohenlohekreis)                               | Кюнцельзау (Künzelsau)                            | Герб району Гоенлое                     | Карта району Гоенлое                                  | KÜN                 | 109.900          | 776,8       | 141               | Heilbronn-Franken        | Штутгарт | 8 міст, 8 громад                              |
| Цоллернальб (Zollernalbkreis)                          | Балінген (Balingen)                               | Герб району Цоллернальб                 | Карта розташування району Цоллернальб                 | BL                  | 191.531          | 917,7       | 209               | Neckar-Alb               | Тюбінген | 9 міст, 16 громад                             |
| Шварцвальд-Бар (Schwarzwald-Baar-Kreis)                | Філлінген-Швеннінген (Villingen-Schwenningen)     | Герб району Шварцвальд-Бар              | Карта розташування району Шварцвальд-Бар              | VS                  | 209.709          | 1.025,2     | 205               | Schwarzwald-Baar-Heuberg | Фрайбург | 10 міст, 10 громад                            |
| Швебіш-Галль (Schwäbisch Hall)                         | Швебіш-Галль (Schwäbisch Hall)                    | Герб району Швебіш-Галль                | Карта розташування району Швебіш-Галль                | SHA                 | 189.288          | 1.484,1     | 128               | Heilbronn-Franken        | Штутгарт | 9 міст, 21 громада                            |
| Вільні міста                                           |                                                   |                                         |                                                       |                     |                  |             |                   |                          |          |                                               |
| Баден-Баден (Baden-Baden)                              |                                                   | Герб Баден-Бадена                       | Карта розташування Баден-Бадена                       | BAD                 | 54.853           | 140,2       | 391               | Mittlerer Oberrhein      | Карлсруе |                                               |
| Гайдельберг (Heidelberg)                               |                                                   | Герб Гейдельберга                       | Карта розташування Гейдельберга                       | HD                  | 145.311          | 108,8       | 1335              | Rhein-Neckar             | Карлсруе |                                               |
| Карлсруе (Karlsruhe)                                   |                                                   | Герб Карлсруе                           | Карта розташування Карлсруе                           | KA                  | 288.917          | 173,5       | 1666              | Mittlerer Oberrhein      | Карлсруе |                                               |
| Мангайм (Mannheim)                                     |                                                   | Герб Мангейма                           | Карта розташування Мангейма                           | MA                  | 309.795          | 145         | 2137              | Rhein-Neckar             | Карлсруе |                                               |
| Пфорцгайм (Pforzheim)                                  |                                                   | Герб Пфорцгейма                         | Карта розташування Пфорцгейма                         | PF                  | 119.423          | 98          | 1218              | Nordschwarzwald          | Карлсруе |                                               |
| Ульм (Ulm)                                             |                                                   | Герб Ульма                              | Карта розташування Ульма                              | UL                  | 121.434          | 1023        | 1434              | Donau-Iller              | Тюбінген |                                               |
| Фрайбург (Freiburg im Breisga)                         |                                                   | Герб Фрайбурга                          | Карта розташування Фрайбурга                          | FR                  | 219.430          | 153,1       | 1434              | Südlicher Oberrhein      | Фрайбург |                                               |
| Гайльбронн (Heilbronn)                                 |                                                   | Герб Хайльбронна                        | Карта розташування Хайльбронна                        | HN                  | 121.627          | 99,9        | 1218              | Heilbronn-Franken        | Штутгарт |                                               |
| Штутгарт (Stuttgart)                                   |                                                   | Герб Штутгарта                          | Карта розташування Штутгарта                          | S                   | 597.176          | 207,4       | 2880              | Штутгарт (Stuttgart)     | Штутгарт |                                               |
| Баден-Вюртемберг                                       | Баден-Вюртемберг                                  | Баден-Вюртемберг                        | Баден-Вюртемберг                                      | Баден-Вюртемберг    | 10.747.456       | 35.751,46   | 300               |                          |          |                                               |